# Elachista slivenica
Elachista slivenica е вид нощна пеперуда от семейство Elachistidae.

## Разпространение
Видът е разпространен само в България.